# Форд (округ, Іллінойс)
Шаблон:StateAbbr_ 40°35′ пн. ш. 88°13′ зх. д. / 40.59° пн. ш. 88.22° зх. д.
Округ  Форд (англ. Ford County) — округ (графство) у штаті Іллінойс, США. Ідентифікатор округу 17053.

## Історія
Офіційно утворений в 1859 році.

## Демографія
За даними перепису 
2000 року 
загальне населення округу становило 14241 осіб, зокрема міського населення було 8179, а сільського — 6062.
Серед мешканців округу чоловіків було 6819, а жінок — 7422. В окрузі було 5639 домогосподарств, 3903 родин, які мешкали в 6060 будинках.
Середній розмір родини становив 2,99.
Віковий розподіл населення поданий у таблиці:
| Стать    | До 15 років | 15-21 | 22-29 | 30-39 | 40-49 | 50-65 | 65-85 | Понад 85 |
| -------- | ----------- | ----- | ----- | ----- | ----- | ----- | ----- | -------- |
| Чоловіки | 1557        | 629   | 577   | 897   | 1055  | 1030  | 953   | 121      |
| Жінки    | 1454        | 614   | 564   | 968   | 1037  | 1095  | 1343  | 347      |

## Суміжні округи
- Канкакі — північ
- Іроквай — схід
- Вермільйон — південний схід
- Шампейн — південь
- Маклейн — південний захід
- Лівінґстон — захід

## Виноски
1. ↑  US Decennial Census. US Census Bureau. Архів оригіналу за 26 квітня 2015. Процитовано 5 липня 2014.
2. ↑  Historical Census Browser. University of Virginia Library. Архів оригіналу за 11 серпня 2012. Процитовано 5 липня 2014.
3. ↑  Population of Counties by Decennial Census: 1900 to 1990. United States Census Bureau. Процитовано 5 липня 2014.
4. ↑  Census 2000 PHC-T-4. Ranking Tables for Counties: 1990 and 2000 (PDF). US Census Bureau. Процитовано 5 липня 2014.
5. ↑  State & County QuickFacts. US Census Bureau. Архів оригіналу за 6 червня 2011. Процитовано 5 липня 2014. [Архівовано 2011-06-06 у Wayback Machine.](англ.) Наведено за англійською вікіпедією.
6. ↑  American FactFinder. Бюро перепису населення США. Архів оригіналу за 26 лютого 2012. Процитовано 31 січня 2008. [Архівовано 2008-05-21 у Wayback Machine.]

| США | Це незавершена стаття з географії США. Ви можете допомогти проєкту, виправивши або дописавши її. |